# Lichinga (district)
Het Lichinga District is een district in de Provincie Niassa in het noordwesten van Mozambique. De hoofdstad is Lichinga.